# 626
626（六百二十六、ろっぴゃくにじゅうろく）は、自然数また整数において、625の次で627の前の数である。

## 性質
- 626は合成数であり、約数は 1, 2, 313, 626 である。
  - 約数の和は942。
- 72番目の回文数である。1つ前は616、次は636。
  - 一桁の数を除くと62番目の回文数である。
- 191番目の半素数である。1つ前は623、次は629。
  - 半素数で表せる23番目の回文数である。1つ前は565、次は707。(オンライン整数列大辞典の数列 A046328)
- 626 = 54 + 1
  - n = 5 のときの n4 + 1 の値とみたとき、1つ前は257、次は1297。
  - n = 4 のときの 5n + 1 の値とみたとき、1つ前は126、次は3126。
  - 626 = 14 + 54
    - 2つの数の4乗和で表せる11番目の数である。1つ前は512、次は641。(オンライン整数列大辞典の数列 A003336)
- 626 = 252 + 1
  - n = 25 のときの n2 + 1 の値とみたとき、1つ前は577、次は677。
  - n = 2 のときの 25n + 1 の値とみたとき、1つ前は26、次は15626。
- 各位の和が14になる48番目の数である。1つ前は617、次は635。

## その他 626 に関連すること
- 西暦626年
- 紀元前626年
- イエメニア626便墜落事故
- FS E.626機関車
- Mazda 626 はマツダ・カペラ (/クロノス/MS-6) の日本国外での名称。
- ヴォルフガング・アマデウス・モーツァルトの作品目録で使用されるケッヘル番号の最後は626であり、この番号は未完に終わったレクイエムに与えられている。
- 映画『リロ・アンド・スティッチ』の登場キャラクター・スティッチの本来の名前は「試作品626号」である。
- 日本プロ野球における1試合の最長試合時間は1992年9月11日に行われた阪神タイガース対東京ヤクルトスワローズ19回戦（甲子園）の6時間26分である。（1992年9月11日18時0分～9月12日0時26分）